# Meine Braut, ihr Vater und ich
Meine Braut, ihr Vater und ich (Originaltitel: Meet the Parents) ist eine US-amerikanische romantische Komödie von Jay Roach aus dem Jahr 2000. Die Hauptrollen spielen Ben Stiller als Schwiegersohn in spe und Robert De Niro als Brautvater. Der Film hatte mit Meine Frau, ihre Schwiegereltern und ich und Meine Frau, unsere Kinder und ich zwei Fortsetzungen.
Der Film ist eine Neuverfilmung des Independent-Films Meet the Parents von Greg Glienna aus dem Jahr 1992. Das Original wurde nur in geringem Ausmaß vertrieben und nicht auf Video und DVD veröffentlicht.

## Handlung
Gaylord „Greg“ Focker ist ein jüdischer Krankenpfleger. Im Dialekt kann sein Nachname auch wie „Fucker“ ausgesprochen werden. Focker fährt mit seiner Freundin Pam, der er einen Heiratsantrag machen will, zu deren Eltern, um sich ihnen vorzustellen und an der Hochzeit von Pams Schwester teilzunehmen. Doch an dem Wochenende geht alles schief, was nur schiefgehen kann. Außerdem stellt sich heraus, dass Pams Vater Jack, der Greg von Beginn an misstraut, ein ehemaliger CIA-Agent ist.
Die Probleme beginnen schon, als Gregs Gepäck am Flughafen verloren geht und er ohne frische Kleidung bei seinen Schwiegereltern in spe auftaucht. Notgedrungen leiht sich Greg frische Sachen von Pams jüngerem Bruder Denny aus, darunter auch seine Jacke, ohne zu ahnen, dass sich in deren Taschen eine Marihuana-Pfeife befindet. Prompt glaubt Jack, dass diese Greg gehört, und er beginnt seinen zukünftigen Schwiegersohn kritisch zu beobachten.
Als Jack seine alten CIA-Kontakte nutzt, um Greg zu überprüfen, erhält er falsche Informationen über ihn, da er denkt, Gregs vollständiger Vorname sei „Gregory“. Dass sein tatsächlicher Vorname Gaylord ist und Greg nur sein Spitzname, erfährt er erst später.
Gregs verzweifelte Versuche, die Sympathien von Pams Familie zu gewinnen, führen von einer Katastrophe in die nächste: Bei einem Wasservolleyball-Spiel übertreibt er es und trifft mit dem Ball Pams Schwester Debbie im Gesicht, wovon sie ein blaues Auge davonträgt. Eine defekte Klospülung verursacht das Überlaufen des Abwassertanks in den Garten, und der Versuch, den geliebten Familienkater „Mr. Jinx“ vom Dach zu holen, setzt unglücklich den im Garten aufgestellten Traualtar in Brand.
Nach einer Anhäufung weiterer Fauxpas reist Greg schließlich entnervt alleine ab. Kurz davor erhält er endlich seinen Koffer wieder und über den Boten erfährt die vor dem Haus versammelte Familie seinen wirklichen Namen: „Gaylord M. Focker“, kurz „Gay Focker“. Jacks Frau Dina wirft ihrem Mann vor, dass dieser an der Abreise mitschuldig ist, da er zu hart zu ihm war und niemand für seine Tochter gut genug sei. Er solle weniger an sich denken, sondern daran, wen seine Tochter wirklich liebt. Daraufhin fährt Jack zum Flughafen und bittet Greg, zurückzukommen und seine Tochter zu heiraten, wenn er sie wirklich liebt.
So macht Greg seiner Pam am Ende den geplanten Heiratsantrag, den diese überglücklich annimmt.
Wiederkehrende Themen sind neben den vielen Missgeschicken die Unsicherheit bei der ersten Begegnung mit der Familie der Freundin sowie stereotype männliche oder eben unmännliche Eigenschaften.

## Kritiken
„Gut besetzte Komödie ohne sonderlichen Entwicklungsspielraum, die sich mit einigen Gags, wenigen hübschen Momenten und komischen Situationen begnügt. Ein sorgfältigeres Drehbuch und ein erfahrener Regisseur hätten die reizvolle Grundsituation durchaus zur Entfaltung bringen können.“

„In den USA avancierte die Lachmuskelattacke von ‚Austin Powers‘-Regisseur Jay Roach zum Überraschungsblockbuster – maßgeblich dank des exzellenten Gespanns De Niro/Stiller. Ersterer zieht gewohnt ernsthaft in den Vater-Schwiegersohn-Kleinkrieg – ein herrlicher Kontrast zu dem mit Woody-Allen-gleicher Hektik agierenden Stiller.“

„Viele Szenen [sind] nicht mehr lustig, sondern einfach nur grottenpeinlich…. Wer allerdings deftig-überzogenen Humor mag, der könnte bei dieser Aneinanderreihung aberwitziger Fauxpas und überdrehter Slapstick nach der Holzhammermethode voll auf seine Kosten kommen.“

## Produktion
Der Film ist eine Koproduktion von Universal Pictures, DreamWorks SKG, Nancy Tenenbaum Films und Tribeca Productions.
Die Kinoverleihrechte für die USA teilen sich Universal und DreamWorks, über das Gemeinschaftsunternehmen United International Pictures, vertreiben sie den Film in den Kinos anderer Länder.
Das Budget betrug 55 Millionen US-Dollar. Der Film spielte am Startwochenende über 28 Millionen ein und das Gesamteinspielergebnis liegt bei über 330 Millionen Dollar, davon waren es 50,31 % (166 Millionen Dollar) in den USA.

## Dreh
Der Film wurde vom 8. November 1999 bis zum 8. Februar 2000 gedreht. Als Orte wurden im US-Bundesstaat Illinois die Städte Chicago und Winnetka, so wie im Bundesstaat New York die Städte New York City, Brooklyn, Westchester County Airport in White Plains, Harrison und auf Long Island die Orte Port Washington, Oyster Bay, Greenvale und Old Bookville genutzt.

## Kinostarts
Am 6. Oktober 2000 feierte Meine Braut, ihr Vater und ich in den USA Premiere. Beim London Film Festival feierte der Film am 12. November 2000 Premiere. In Deutschland, Österreich und der deutschen Schweiz lief der Film gleichzeitig am 7. Dezember an, einen Tag später war Premiere in Israel und tags darauf in Brasilien. Am 21. August 2001 hatte der Film in Russland Videopremiere.

## Synchronisation
Der Film wurde bei der Berliner Synchron vertont. Lutz Riedel schrieb gemeinsam mit Markus Jahn das Dialogbuch und führte auch die Dialogregie.
| Rolle                 | Schauspieler   | Synchronsprecher   |
| --------------------- | -------------- | ------------------ |
| Jack Byrnes           | Robert De Niro | Christian Brückner |
| Gaylord „Greg“ Focker | Ben Stiller    | Oliver Rohrbeck    |
| Pamela „Pam“ Byrnes   | Teri Polo      | Katrin Fröhlich    |
| Dina Byrnes           | Blythe Danner  | Judy Winter        |
| Deborah Byrnes        | Nicole DeHuff  | Diana Borgwardt    |
| Denny Byrnes          | Jon Abrahams   | Marcel Collé       |
| Kevin Rawley          | Owen Wilson    | Johannes Berenz    |
| Dr. Larry Banks       | James Rebhorn  | Lothar Blumhagen   |
| Dr. Bob Banks         | Tom McCarthy   | Uwe Büschken       |
| Linda Banks           | Phyllis George | Rita Engelmann     |

## Auszeichnungen
Meine Braut, ihr Vater und ich erhielt eine Reihe von Auszeichnungen. So wurde Ben Stiller mit dem American Comedy Award und einem MTV Movie Award geehrt. Der Film erhielt außerdem den People’s Choice Award.
Der Song „A Fool in Love“ von Randy Newman war bei der Oscarverleihung 2001 als Bester Song nominiert.
Die Deutsche Film- und Medienbewertung FBW in Wiesbaden verlieh dem Film das Prädikat „wertvoll“.

## Fortsetzungen
Der Film erhielt 2004 mit Meine Frau, ihre Schwiegereltern und ich (Originaltitel: Meet the Fockers) eine Fortsetzung, in der Dustin Hoffman und Barbra Streisand Gregs Eltern spielen.
Der dritte Teil mit dem Titel Meine Frau, unsere Kinder und ich (Originaltitel: Little Fockers) startete am 23. Dezember 2010 in den deutschen Kinos. Die Hauptrollen spielen erneut Ben Stiller, Robert De Niro, Dustin Hoffman und Barbra Streisand. Regie führte diesmal Paul Weitz und nicht wie bei den beiden vorherigen Teilen Jay Roach.